# Józsefváros
Józsefváros (en alemán: Josefstadt) es el 8.º (VIII) distrito de Budapest, capital de Hungría. Se encuentra situado en el centro de la ciudad en el sentido más amplio como uno de los suburbios más antiguos del siglo XVIII-XIX, cerca de Belváros.

## Ubicación
Los calles mayores del distrito son Baross utca, Rákóczi út y Üllői út; Kálvin tér conecta los districtios 5.º y 9.º

## Descripción
Józsefváros consiste mayormente por los edificios residenciales antiguos y abandonados. Dentro del central del distrito incluye varios locales notables, como el Museo Nacional y los edificios centrales del Universidad Eötvös Loránd, Universidad Semmelweis (cuyo facultad de medicina, odontología y ciencias farmacéuticas se encuentran aquí), Universidad de Artes Teatrales y Cinematógrafico, Biblioteca metropolitana Ervin Szabó, La Escuela Secundaria Escolapia, el edificio principal da la Universidad Gáspár Károli, la Facultad de Derecho de la Universidad Católica Péter Pázmány. 

## Galería

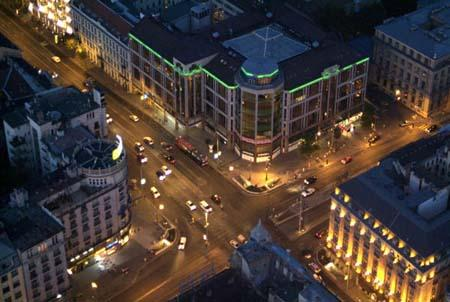
Astoria
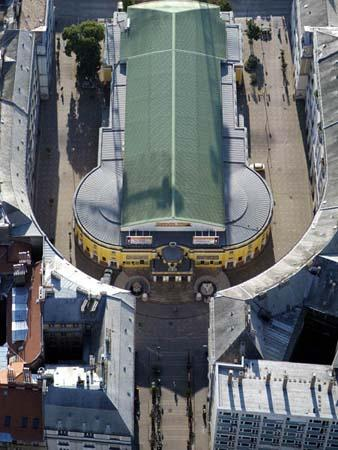
Corvin pasaje
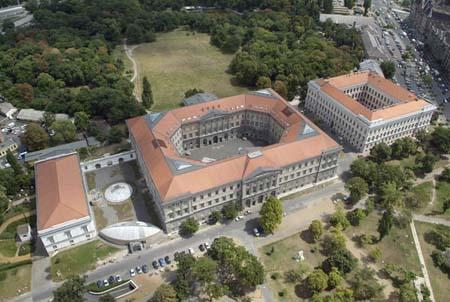
Ludovika plaza